# Aeroportul Pacific City State
Aeroportul Pacific City State (IATA: PFC, ICAO: KPFC, FAA LID: PFC) este un aeroport din Oregon, Statele Unite ale Americii ce deservește zona Pacific City⁠(d). A fost numit după zona deservită.
Situat la o altitudine de 2 m, aeroportul dispune de 1 pistă.

## Infrastructură

### Piste
Aeroportul dispune de o singură pistă. Pista 14/32 are suprafața de asfalt și dimensiunile 1.860 picioare × 30 picioare. 